# Hamza Aït Ouamar
Hamza Aït Ouamar (arabe: حمزة آيت وعمر) est un footballeur football algérien né le 6 décembre 1986 à Alger. Il évolue au poste de milieu.

## Biographie
Il est sacré champion d'Algérie en 2017 avec l'ES Sétif, inscrivant quatre buts en championnat cette saison là.
Il a été champion de la super coupe d’Algérie 2017 notamment contre son ancien club (Crb)

## Palmarès
- Champion d'Algérie en 2017 avec l'ES Sétif
- Vice-champion d'Algérie en 2013 avec l'USM El Harrach
- Vainqueur de la Coupe d'Algérie en 2009 avec le CR Belouizdad
- Vainqueur de la super coupe d’Algérie 2017 avec l’ES Setif